# Fred Curatolo
Fred Curatolo (Toronto, 1958) é um cartunista editorial freelancer. 
Nascido em Toronto, Ontário, Curatolo estudou no estimado programa de artes visuais do C.W. Jefferys Collegiate Institute de 1974 a 1978. Após o incentivo de um instrutor, ele começou a trabalhar com caricatura editorial em 1982 e seu trabalho foi publicado pela primeira vez em 1983 no Toronto Sun. Curatolo começou a desenhar integralmente no Brampton Guardian em 1986. Em 1989, Fred mudou-se para Edmonton, Alberta, para se juntar ao Edmonton Sun como cartunista editorial da equipe e continuou esta posição até 2006. Tendo sido publicado em vários artigos em todo o Canadá, o trabalho de Fred também foi apresentado na antiga revista semanal local See Magazine. Atualmente ele está desenhando para o St. Albert Leader. 

## Prêmios
Ele recebeu os prêmios Dunlop nos anos 1990, 2001 e 2006, além dos prêmios Tab 2005 e Ontário 1986. 

## Influências
Um ávido colecionador de histórias em quadrinhos, Curatolo afirma que suas principais influências foram de Jack Davis e Mort Drucker, da revista Mad, junto com Will Eisner. Conhecido por sua velocidade e memória por desenhar rostos, Curatolo frequentemente esboça suas ideias em guardanapos quando está longe de sua mesa de desenho. O cartunista editorial que causou a maior impressão nele é o colega cartunista e amigo de Ontário Andy Donato. Fred também deu aulas sobre técnica de quadrinhos na Happy Harbor Comics. Fred agora oferece aulas na Artisti Academy. 